# Noelia Vargas
Noelia Vargas, född 17 april 2000, är en friidrottare från Costa Rica. Hon deltog vid olympiska sommarspelen 2020.